# Gyrocochlea curtisiana
Gyrocochlea curtisiana är en snäckart som först beskrevs av Hedley 1912.  Gyrocochlea curtisiana ingår i släktet Gyrocochlea och familjen Charopidae. Inga underarter finns listade i Catalogue of Life.